# Adolfo Nef
Adolfo Nef Sanhueza (Lota, 18 de janeiro de 1946) é um ex-futebolista chileno. Ele competiu na Copa do Mundo FIFA de 1974, sediada na Alemanha.